# Razzia
Razzia er en uanmeldt undersøgelse af en bydel, en bygning o.l. for at finde lovovertrædere eller afsløre lovovertrædelser. 
I Danmark er det især ordensmagten, som fx politiet, der udfører razziaer. Også andre statslige institutioner som fængsler, Skat og Arbejdstilsynet kan foretage razziaer. Sjældnere ses private organisationer, skoler og pædagogiske institutioner i gang med at lave razzia, selv om faglige organisationers omrejsende medlemskampagner af visse kredse bliver betegnet sådan.

## Etymologi
Trods den italiensk-klingende form stammer ordet razzia fra fransk og oprindelig af algiersk arabisk  غازي, yaazja eller ghazi, som betyder "at plyndre" "lave et raid", eller "plyndring i fjendtligt territorium". Den franske kolonimagt i Nordafrika anvendte ordet til at betegne de muslimske ghazi-krigeres, eller emirat-krigeres, plyndringer og indfangninger af slaver, som de foretog blandt de vest-og centralafrikanske folkeslag.
 Der er for få eller ingen kildehenvisninger i denne artikel, hvilket er et problem. Du kan hjælpe ved at angive troværdige kilder til de påstande, som fremføres i artiklen.